# Luzinópolis
Luzinópolis là một đô thị thuộc bang Tocantins, Brasil. Đô thị này có diện tích 279,562 km², dân số năm 2007 là 2784 người, mật độ 9,96 người/km².